# Cayamant
Cayamant es un municipio canadiense situado en la provincia de Quebec.

## Superficie
Cayamant tiene una superficie de 382,49 km².

## Demografía
En 2021, tenía 895 habitantes, una densidad poblacional de 2,3 hab./km², y 1036 viviendas.